# North Carolina Film Office
Le North Carolina Film Office, autrefois intitulé « North Carolina Film Commission », est une structure de production cinématographique américaine, membre de l’Association of Film Commissioners International. Fondée en 1980 par James B. Hunt, elle aide et facilite la production de films et de séries en Caroline du Nord (Dirty Dancing, Forrest Gump, Sleepy Hollow, Iron Man 3, Under the Dome…).

## Histoire
Le North Carolina Film Office a été fondé en 1980 par le gouverneur James B. Hunt afin d’aider et faciliter l'industrie cinématographique naissante en Caroline du Nord. Le gouverneur Hunt a nommé William « Bill » Arnold à la tête du bureau. 
En 1984, le producteur Dino De Laurentiis crée Dino De Laurentiis Cinematografica. Il construit alors un ensemble de studios (EUE/Screen Gems) à Wilmington. Ce lieu devient rapidement l’un des centres de production de films et de séries télévisées le plus productif après Hollywood. Le North Carolina Film Office a en effet été créé à une époque où l’apparition des nouvelles technologies, la demande du public pour des lieux authentiques, et le besoin, à Hollywood, de coûts de production plus bas, ont amené les professionnels du cinéma à rechercher de nouveaux lieux de production aux États-Unis.
Avec Bill Arnold à sa tête, le North Carolina Film Office a connu une importante augmentation de productions dans les années 1980 et 1990. À cette période, sont tournés des films notables comme La Couleur pourpre (1985), Dirty Dancing (1987), Duo à trois (1988), Jours de tonnerre (1990), Les Nuits avec mon ennemi (1991), Le Dernier des Mohicans (1992), Le Fugitif (1993), and The Crow (1994). De 1998 à 2003, Wilmington devient le lieu de tournage de la série acclamée par la critique Dawson, produite par Warner Bros. En 2003, elle est remplacée par Les Frères Scott, produite par The WB/CW qui appelle le North Carolina Film Office sa « maison ». 
En septembre 2006, Bill Arnold prend sa retraite après avoir passé 26 ans dans l’industrie cinématographique à la tête du North Carolina Film Office. Cette structure fait aujourd’hui partie du NC Department of Commerce’s Division of Tourisme, Film and Sports Development. Aaron Syrett (ancien directeur de l’Utah Film Commission) a été engagé en tant que directeur du NCFO du printemps 2007 à juillet 2014. S’appuyant sur l’héritage de la North Carolina Film Office, Syrett entre dans le XXIe siècle en augmentant la renommée mondiale de cet organisme.

## Organisation

### Rôle
Le North Carolina Film Office est chargé de promouvoir la production de films au sein de l’État de Caroline du Nord afin de renforcer le marché du cinéma local. Il se veut l’interface entre les infrastructures de l’industrie du cinéma et celle de l’État. Son activité s’étend du marketing à la promotion en passant par le partenariat avec de célèbres festivals comme le Full Frame Documentary Film Festival.

### Composition
Le North Carolina Film Office est composé de quatre membres. De 2007 à juillet 2014, son directeur était Aaron Syrett. Il travaille en partenariat avec des membres de l’équipe du gouverneur de la Caroline du Nord et accueille notamment l’ancien président d’Universal Pictures, Thom Mount. 

### Partenariats régionaux
Le North Carolina Film Office travaille en partenariats avec les six autres commissions de Caroline du Nord :
- Charlotte Regional Film Commission
- Triangle Regional Film Commission
- Eastern North Carolina Regional Film Commission
- Piedmont-Triad Film Commission
- Western North Carolina Film Commission
- Wilmington Regional Film Commission, Inc.

### Bourse attribuée
En janvier 2015, le North Carolina Film Office a lancé une nouvelle bourse de 10 millions de dollars intitulée le « Film and Entertainment Grant Program ». 

## L'importance de la Caroline du Nord dans l'industrie du cinéma
Wilmington est la maison des Studios EUE Screen Gems, le troisième plus grand établissement pour ses installations après celles situées en Californie. Il abrite le plus grand réservoir d'eau d'Amérique du Nord destiné aux effets spéciaux. Depuis l'ouverture du studio en 1984, Wilmington est devenu un centre majeur du cinéma américain et de la production télévisuelle. Les films tels que Le Temps d'un automne (A Walk To Remember), Blue Velvet, Week-end chez Bernie, Les Tortues Ninja (Teenage Mutant Ninja Turtles), Empire Records, Les Nerfs à vif (Cape Fear), Le Chevalier Black (Black Knight), 28 jours en sursis, The Crow, Nos nuits à Rodanthe (Nights in Rodanthe), Charlie (Firestarter), Maximum Overdrive, Le Chacal (The Jackal), Les Désastreuses Aventures des orphelins Baudelaire (Lemony Snicket's A Series of Unfortunate Events), ainsi que la télévision des émissions comme Surface, Les Frères Scott, Under the Dome et la série de HBO Kenny Powers (Eastbound & Down) y ont été produites.

## Films/Séries notables tournés en Caroline du Nord

### Liste alphabétique et box-office
- 28 jours en sursis
- Le Temps d'un automne
- Bienvenue, mister Chance
- Blue Velvet
- Duo à trois
- La Femme du boucher
- La Couleur pourpre
- The Crow
- Dawson
- Jours de tonnerre
- Dirty Dancing
- Les Divins Secrets
- Dream a Little Dream
- Kenny Powers
- Empire Records
- Firestarter : Sous l'emprise du feu
- Forrest Gump
- Le Fugitif
- La Ligne verte
- Hannibal
- Homeland
- À la poursuite d'Octobre rouge
- The Hunger Games
- Souviens toi l’été dernier
- Iron Man 3
- Junebug
- Le Collectionneur
- Le dernier des mohicans
- Jeux de dupes
- Main Street
- The Marc Pease Experience
- Une bouteille à la mer
- Monsieur Destinée
- Les Muppets dans l'espace
- Nos nuits à Rodanthe
- Les frères Scott
- Docteur Patch
- Revolution
- Richie Rich
- Un havre de paix
- Le Secret de Lily Owens
- L'Amour extra-large
- Les Nuits avec mon ennemi
- Sleepy Hollow
- Surface
- Super Mario Bros
- Ricky Bobby : Roi du circuit
- La reine du bal
- Les tortues ninja
- Les tortues ninja 2
- Par amour pour Gillian
- Under the Dome
- Week-end chez Bernie

## Sources externes
- North Carolina Film Office